# Caso Milena Sutter
El caso Milena Sutter fue un homicidio cometido en Génova el 6 de mayo de 1971.

## Asesinato
Milena Sutter, de 13 años, hija del empresario de origen suizo Arturo Sutter, desapareció a las cinco de la tarde del 6 de mayo de 1971 después de salir del instituto donde estudiaba, en la via Peschiera, en pleno centro de Génova.  
Dos semanas después de que la familia recibiera una llamada telefónica anónima anunciando el secuestro de la joven y pidiendo un rescate, su cuerpo sin vida fue encontrado por dos pescadores cerca de la playa de Priaruggia el 20 de mayo. El cadáver portaba parte de un traje de buceo de la marca «Cressi Sub».
Si bien, tenía el rostro totalmente desfigurado debido al tiempo que llevaba en el agua y faltaban algunas partes del vestuario, gracias a la camiseta, al suéter que todavía portaba, a un colgante y a una pulsera, se pudo certificar que el cuerpo pertenecía a Milena.

## Detención
La misma tarde que se encontró el cadáver se detuvo a Lorenzo Bozano, de 25 años, como principal sospechoso.

## Condena
En 1975, Bozano fue condenado a cadena perpetua, acusado de secuestro, extorsión y homicidio. Huido por varios países de Europa, se le detuvo en 1979 en Francia, permaneciendo en prisión hasta 2002.
En libertad provisional, Lorenzo Bozano falleció en 2021, con 76 años de edad.